# Guillaume-Benoît Houdet
Pour les articles homonymes, voir Houdet.
Guillaume-Benoît Houdet (6 février 1744, Meaux - 14 mars 1812 , Château-Thierry) est un magistrat et homme politique français.

## Biographie
Fils de Denis-Charles Houdet, conseiller du roi, premier échevin de Meaux, greffier en chef au bailliage et siège présidial de Meaux, et de Jeanne-Marie-Anne Huvier (cousine germaine de Jean Huvier du Mée), Guillaume-Benoît Houdet est licencié en droit le 27 juillet 1776 et passe son serment d'avocat au Parlement de Paris le 22 août 1776, où il est aussi commissaire-enquêteur à partir de 1777. Il devient premier échevin de la ville de Meaux dès 1773, puis maire de 1784 à 1790, lieutenant-général criminel du siège présidial et du bailliage de Meaux de 1776 à  1789 et conseiller du roi.

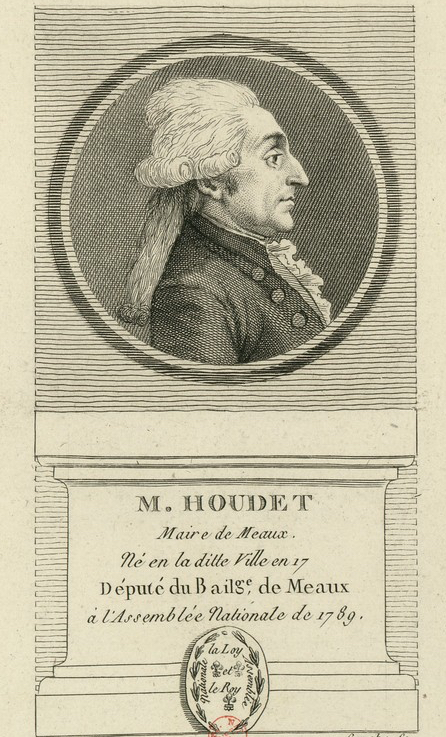
Gravure de Houdet

Élu député du tiers état aux États généraux de 1789 par le bailliage de Meaux, il se range parmi les modérés et vota contre la mort du Roi. Le 20 mars 1789, il fut « adjoint au doyen des communes ». Il prit la parole pour proposer de placer Laborde, lieutenant général de Crécy, sous la sauvegarde de la loi. Houdet est présent lors de la Réunion du Jeu de Paume, le 20 juin 1789. 
Plus tard, menacé par les Montagnards, il est poursuivi sous la Terreur pour ses idées modérées et condamné à mort. Il est emprisonné dans l'Oise en octobre 1793, s'échappe en septembre 1794 et se cache momentanément en Bretagne. Il réapparait rapidement à Meaux et à Château-Thierry où il est mis sous surveillance du ministre de la Police (en résidence surveillée). Le 8 novembre 1798, il est arrêté et incarcéré à la prison du Temple, à Paris, car il est soupçonné d'« émigration et de propos calomnieux contre deux directeurs ». Les conseils municipaux de Meaux et de Château-Thierry démentissent les propos et lui apportent leur soutien, ainsi que des certificats de résidence et de civisme. Il est libéré en 1799. 
Il possède également des propriétés à Château-Thierry, où il se fixe et est élu maire de 1800 à 1805. Son parent, l'abbé Pierre-Faron Hébert (1749-1818), se réfugie chez lui et deviendra un des historiens de Château-Thierry.
Après avoir épousé en premières noces Françoise-Justine Petit, fille d'un conseiller et procureur du roi au bailliage de Soissons, veuf, il se remarie le 17 février 1784 à Château-Thierry avec Antoinette-Françoise-Marie-Nicole Prévost de La Brigauderie, fille du chevalier Nicolas Prévost, seigneur de La Briseganderie, capitaine de cavalerie, et d'Antoinette de Barny, et belle-sœur de Sylvain-Phalier Lejeune. Il eut de sa seconde épouse un fils, Benoît-Nicolas Houdet (1785-1844), officier, anobli le 30 juin 1830, en tant que fils de Guillaume-Benoît Houdet,.
Il meurt à Château-Thierry, le 14 mars 1812.
Nommé à titre posthume, chevalier de la Légion d'honneur le 24 septembre 1814, .
Son portrait, peint à l'huile, se trouve à l'hôtel de ville de Meaux.
La ville de Meaux a donné son nom à une place, la place Guillaume-Benoît Houdet.

## Sources
- L'Ami du Roi : des François, de l'ordre et sur-tout de la vérité, 1790